# Zahid Valencia
Zahid Valencia (11 de mayo de 1997) es un deportista estadounidense que compite en lucha libre. Ganó una medalla de bronce en el Campeonato Mundial de Lucha de 2023, en la categoría de 92 kg.

## Palmarés internacional
| Campeonato Mundial | Campeonato Mundial | Campeonato Mundial | Campeonato Mundial |
| Año                | Lugar              | Medalla            | Categoría          |
| ------------------ | ------------------ | ------------------ | ------------------ |
| 2023               | Belgrado (Serbia)  | Medalla de bronce  | 92 kg              |